# Sano di Pietro
Sano di Pietro (1406–1481) foi um pintor italiano da Escola sienesa. Trabalhou entre o fim do Trecento e o Quattrocento. Entre seus contemporâneos estavam Giovanni di Paolo e Sassetta, que foi um de seus professores.
Sua pinturas encontram-se hoje nos Museus do Vaticano e no Brooklyn Museum, entre outros.

## Obras

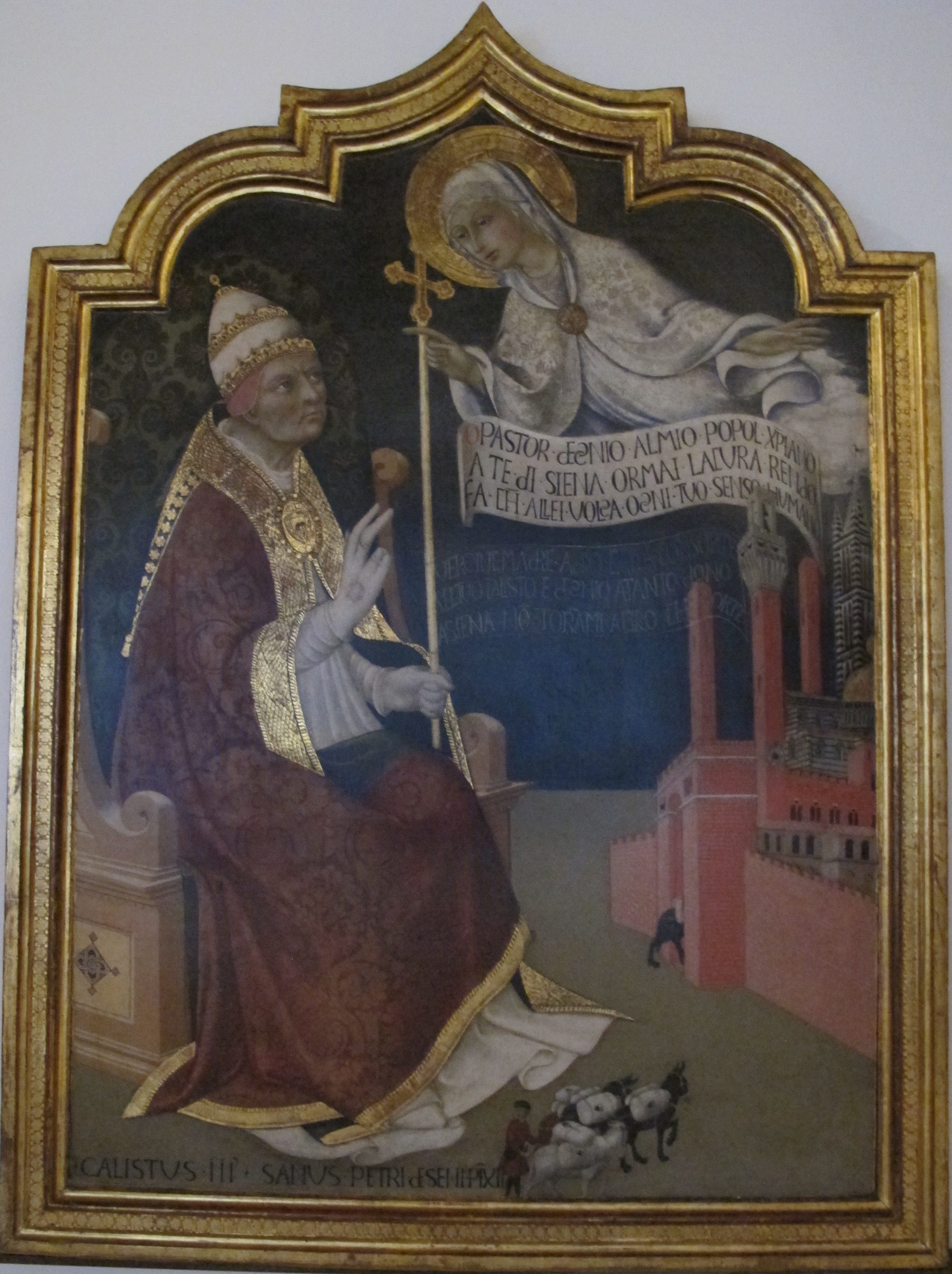
A Virgem aparecendo para o Papa Calisto III, Pinacoteca Nacional de Siena, Itália]]
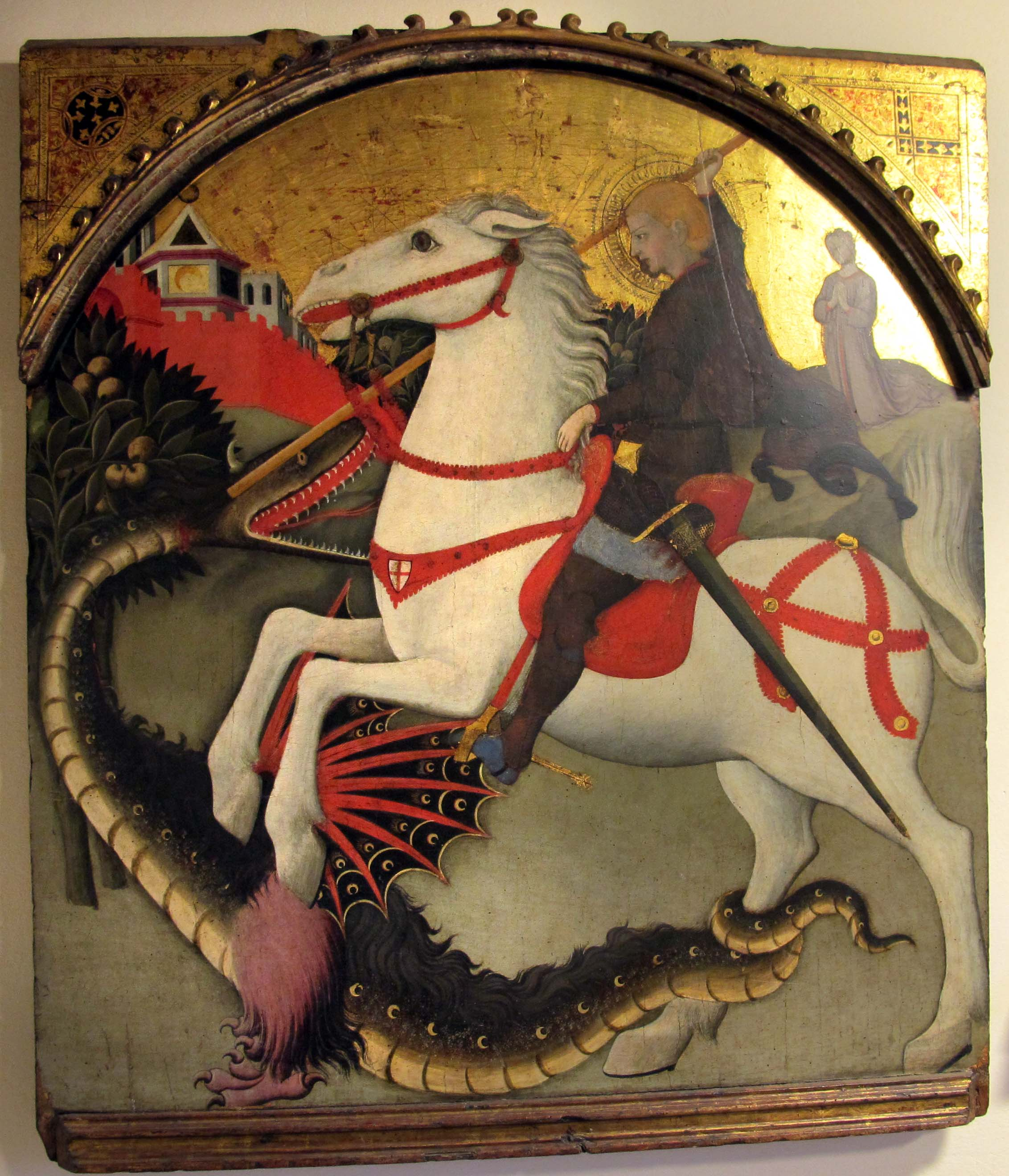
São Jorge e o Dragão, Museo Diocesano, Siena, Itália